# Lộ trình học tập
Lộ trình học tập (tiếng Anh: Learning pathway) được mô tả là lộ trình do người học lựa chọn thông qua một loạt hoạt động giáo dục trực tuyến (thông thường), cho phép họ xây dựng kiến thức theo hướng tiến bộ dần. Nhờ lộ trình học tập, quyền kiểm soát sự lựa chọn chuyển giao từ người dạy kèm sang người học. "Trình tự các bước trung gian từ định kiến đến mô hình mục tiêu hình thành thứ mà Scott (1991) cùng Niedderer và Goldberg (1995) gọi đó là lộ trình học tập. Đối với bất kỳ chủ đề cụ thể nào, lộ trình như vậy sẽ cung cấp cả lý thuyết về hướng dẫn và là kim chỉ nam dành cho giáo viên và nhà phát triển chương trình giảng dạy".
Phần mềm dạy học tương tác hỗ trợ người học truy cập thông tin và các công cụ mà họ có thể tạo ra những chuyển đổi được cá nhân hóa giữa thông tin vừa truy cập và cấu trúc nhận thức của riêng mình. Quá trình điều hướng cho phép người học trải nghiệm nội dung của phần mềm dạy học tương tác . Lộ trình học tập cũng tiết lộ những con đường học hỏi trong lúc người học vượt qua bất kỳ môi trường tương tác nào. Vì người học có cấu trúc kiến thức độc đáo dựa trên kinh nghiệm và khả năng của mình, nên những cách mà họ chọn để truy cập, tương tác và đan xen các thông điệp trong phần mềm dạy học tương tác cũng khác nhau. Các nghiên cứu về lộ trình này giúp chúng ta khám phá và giải thích những hành vi của con người trong quá trình học tập.
Một định nghĩa nổi tiếng khác về lộ trình học tập được xác định theo phương pháp luận mang tên Learning Paths dùng để đào tạo nhân viên do Jim Williams và Steve Rosenbaum phát triển, sử dụng phương pháp cải thiện hiệu suất cho việc học tập và xác định lộ trình học tập là chuỗi hoạt động học tập lý tưởng nhằm thúc đẩy nhân viên đạt được sự thành thạo trong công việc của họ với thời gian ngắn nhất có thể. Theo phương pháp luận Learning Paths, lộ trình học tập được tạo ra cho toàn bộ công việc chỉ do một mình nhân viên thực hiện. Bằng cách xem việc học như một quá trình hoàn chỉnh thay vì là một sự kiện đơn lẻ, lộ trình học tập cho phép người sử dụng lao động và nhân viên tìm ra những cách mới nhằm loại bỏ thời gian, sự lãng phí và tính hay thay đổi trong quá trình đào tạo, dẫn đến cải thiện kết quả và giảm thiểu chi phí. Lộ trình học tập đã chứng minh là có thể giảm thời gian nhằm đạt được trình độ thông thạo từ 30 đến 50%.